# Cratere T. Mayer
T. Mayer è un cratere lunare di 33,15 km situato nella parte nord-occidentale della faccia visibile della Luna.

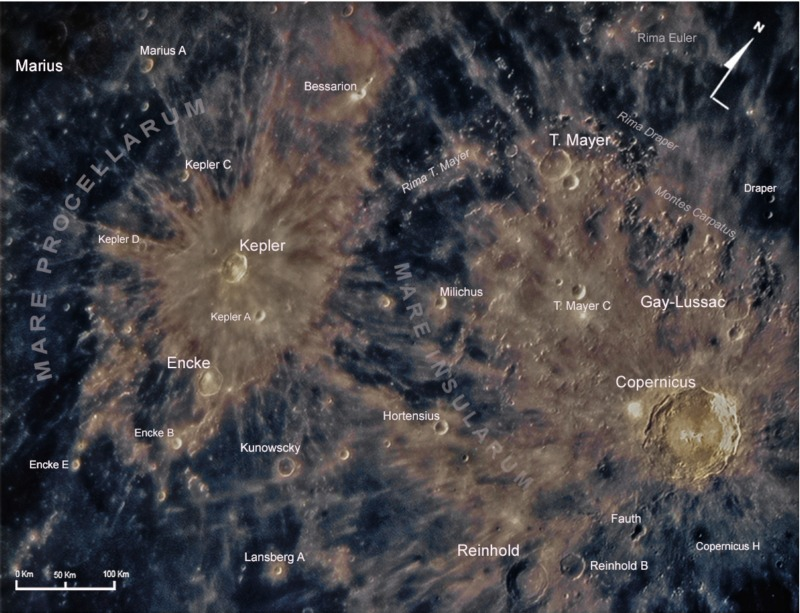
La regione del cratere con mineral postprocessing (VDVF) in acquisizione diurna